# اسکای‌سیتی انترتینمنت
اسکای‌سیتی اینترتینمنت (انگلیسی: Skycity Entertainment) شرکت مهمان‌نوازی نیوزیلندی است، که در سال ۱۹۹۶ تأسیس شد. 